# 1773
Cette page concerne l'année 1773  du calendrier grégorien. Pour l'année 1773 av. J.-C., voir 1773 av. J.-C.
L'année 1773 est une année commune qui commence un vendredi.

## Événements
- 27 avril : vote du Tea Act, qui prend effet le 10 mai[1]. La métropole tente de rétablir le régime de l’exclusive. Tout le trafic colonial passe sous contrôle britannique.
- 8 mai, Égypte : assassinat du sultan Ali Bey al-Kabir[2]. Ses successeurs n’ont pas l’autorité suffisante pour contrôler son vaste empire. Pendant plus d’une vingtaine d’année, des guerres civiles ravagent le pays.
- 21 juin : le Regulating Act prend force de loi[3]. Il place les acquisitions indiennes sous l’autorité du parlement britannique. Calcutta devient la capitale des Indes britanniques[4].
- 29 juillet : Antigua Guatemala, capitale du royaume de Guatemala est détruite par deux tremblements de terre[5].
- 16 décembre : Boston Tea Party. Pour protester contre les taxes, des Bostoniens, déguisés en Indiens, jettent une cargaison de 342 caisses de thé à la mer à Boston; cet événement provoque la réaction du cabinet conservateur de Lord North qui vote plusieurs lois qui ruinent le commerce de Boston et les libertés du Massachusetts[6]. C’est le début des troubles dans les colonies britanniques d’Amérique du Nord.

### Europe
- 31 janvier : Frédéric II de Prusse crée par décret la province de Prusse-Occidentale[7].
- 20 février : début du règne de Victor-Amédée III de Sardaigne (1726-1796)[8].
- 7 mars : Les tarifs des prestations sacerdotales sont réglementés en Toscane[9].
- 22 mars : rupture de la conférence de Bucarest. Reprise de la guerre russo-turque[10].
- 24 avril : Andreas Peter Bernstorff (1735-1797) est nommé ministre des Affaires étrangères au Danemark[11] (1773-1780 et 1784-1797).
- 25 mai : toutes les distinctions légales entre anciens et nouveaux chrétiens sont définitivement abolies au Portugal[12].
- 7 juin (27 mai du calendrier julien), guerre russo-turque : victoire des Russes du général Weissmann d'Alexandre Souvorov sur les Turcs à Karasou en Bulgarie[13].
- 13 juin, Espagne : le comte d’Aranda quitte ses fonctions de président du conseil de Castille sous l’influence du haut clergé pour devenir ambassadeur à Paris[14].
- 21 - 27 juin : les troupes russes de Piotr Alexandrovitch Rumyantsev passent le Danube[10].

- 21 juillet : 

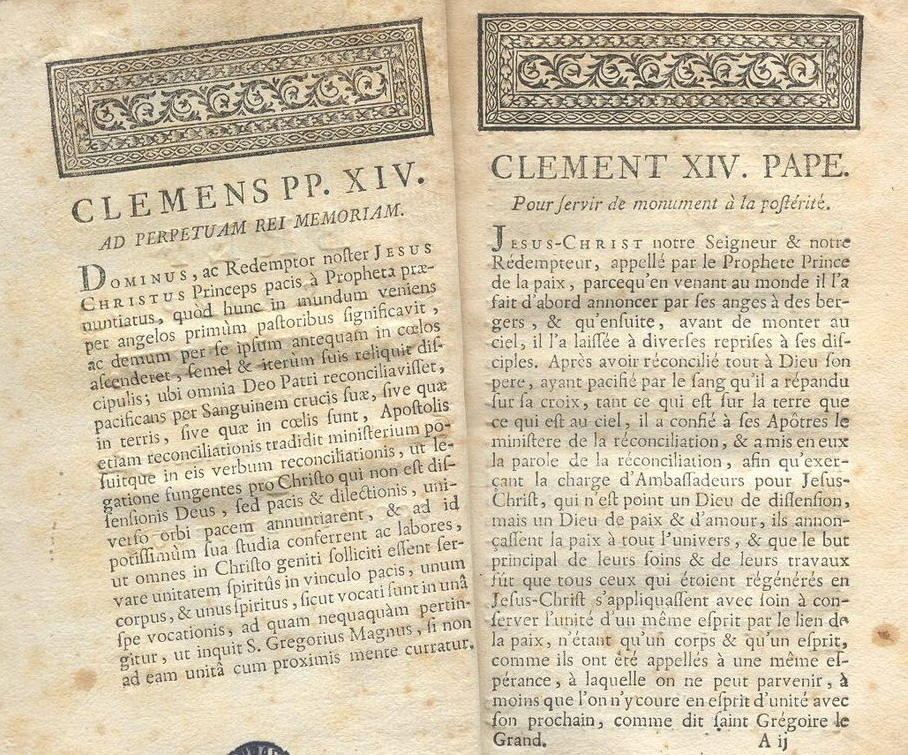
21 juillet : bref Dominus ac Redemptor.

  - Le général russe Weissmann est tué par les Turcs à Kaïnardji[10]. Piotr Alexandrovitch Roumiantsev est battu par les Ottomans à Silistrie et doit repasser le Danube.
  - Le pape Clément XIV prononce la dissolution de la Compagnie de Jésus par le bref Dominus ac Redemptor[15]. Il aurait été élu sur ordre des monarchies Bourbon en échange de l’engagement de supprimer la Compagnie.
    - Il y a alors 23 000 Jésuites, prêtres et frères, répartis en 39 provinces, en 1 600 résidences et 800 établissements d’enseignement. 15 000 d’entre eux se trouvent ramenés à l’état séculier et deviennent prêtres diocésains. Ils doivent abandonner leur postes d’enseignants[16].
    - Les collèges jésuites en Autriche sont attribuées aux piaristes, tandis que l’université de Prague en Bohême passe aux mains du clergé régulier. La Bibliothèque de Vienne, jusqu’alors entre les mains des jésuites, est donnée à l’université[17]. En Hongrie, on compte 7 collèges et 41 gymnases jésuites ainsi que plusieurs facultés à l’université de Nagyszombat et aux académies de Kassa et de Kolozsvár.
    - Frédéric II de Prusse (calviniste) et Catherine II de Russie (orthodoxe) refusent que le décret papal soit promulgué dans leurs États[18]. Les collèges jésuites continueront à y fonctionner jusqu'au rétablissement de la Compagnie en 1814.
- 17 septembre : le chef Cosaque Pougatchev (1742-1775) se proclame tsar sous le nom de Pierre III et promet aux paysans l’abolition du servage[19]. Début de la Guerre des Paysans russes.
- 19 - 20 septembre : révolte populaire à Palerme. Menacé, le vice-roi Fogliani quitte la ville[20]. Ferdinand IV de Naples confie aux corporations (maestranze) le maintien de l’ordre public à Palerme. Un gouvernement provisoire est institué sous la présidence de l'archevêque Serafino Filangieri[21].

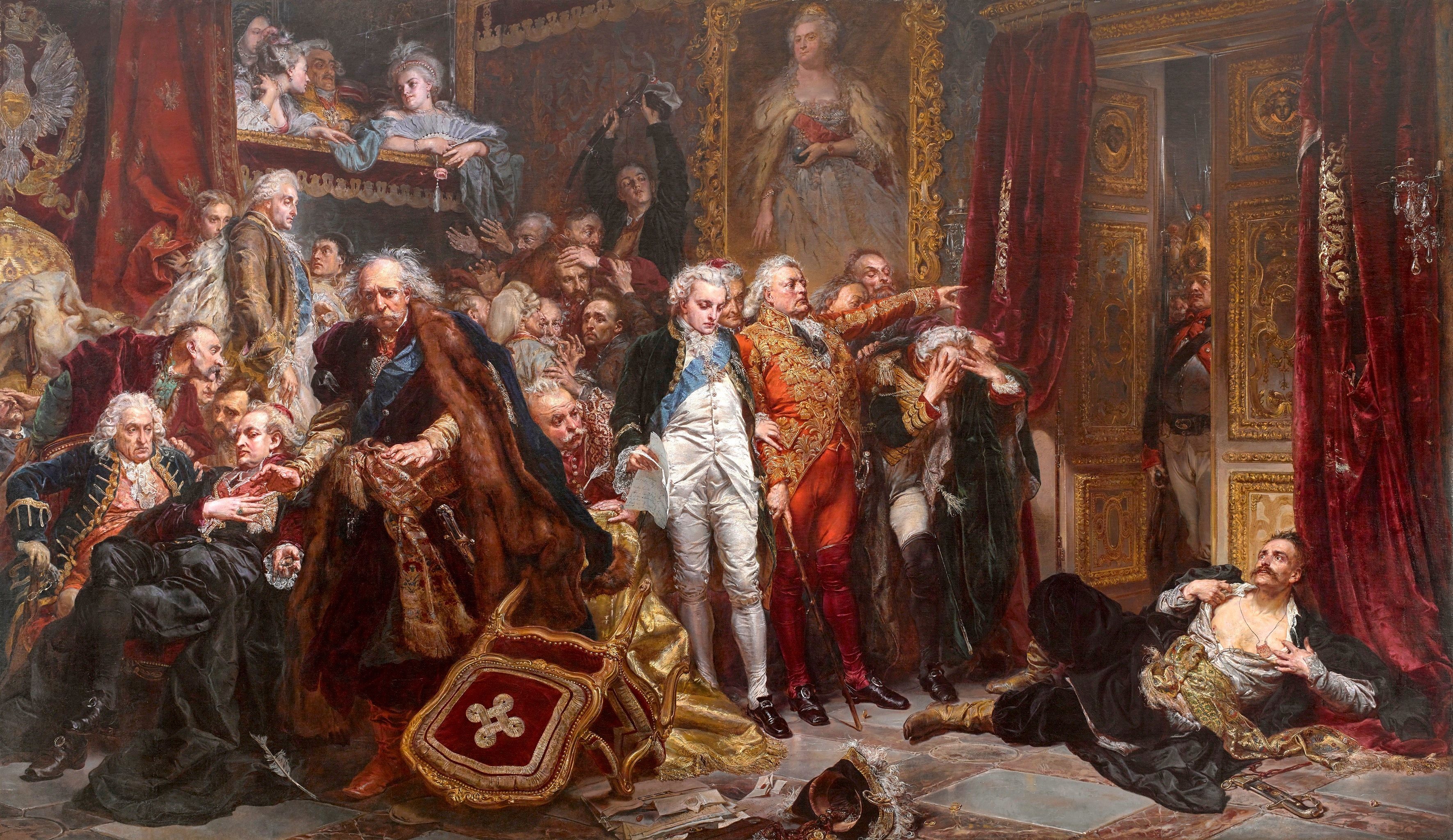
La chûte de la Pologne, toile de Jan Matejko. tente d'empêcher la légalisation de la première partition

- 30 septembre : la Diète de Pologne ratifie le traité de Saint-Pétersbourg de 1772[22] sous la menace de nouvelles amputations.
- 8 octobre - 5 mars 1774 : Diderot séjourne cinq mois à Saint-Pétersbourg à l’invitation de Catherine II de Russie[23]. Il rédige à sa demande un projet pour l’organisation de l’enseignement en Russie.
- 14 octobre : création par la Diète de la Commission de l'Éducation nationale(Komisja Edukacji Narodowej), le premier ministère de l’Instruction publique en Pologne (le premier en Europe). Les biens de l’ordre des jésuites, supprimé par Clément XIV, sont transférés à la commission, qui prend en charge quatre-vingt gymnases et le universités de  Cracovie et de Vilno[24]. Stanislas Poniatowski et la commission travaillent à remettre sur pied les collèges et les universités affaiblies par le départ des jésuites. L’esprit des Lumières apparaît dans les programmes. Une école moyenne est instituée par départements, soit 74 écoles pour 17 000 élèves. On y enseigne le polonais, le latin, les mathématiques et l’histoire de la Pologne. Parmi les élèves se trouvent de nombreux roturiers. Dans les campagnes la commission encourage la création d’écoles rurales autour du curé. Une presse politique se développe en liaison avec l’action de la commission de l’Éducation nationale.
- 15 octobre - 20 novembre : Pougatchev assiège Orenbourg[25]. Les Cosaques de l’Oural, les serfs et les ouvriers de Bachkirie, Mordovie, Oudmourtie, de Touva, les Tatars et les Mariis se rallient. Catherine II de Russie charge Bibikov (dictateur de l’Est) de réprimer le soulèvement.
- 21 octobre : échec des Russes devant Varna[13].
- 21 novembre : Pougatchev subit un échec à Berda[25].
- 26 décembre : Pougatchev bat les troupes régulières russes de Tchernychev sur les bords de la Sakmara[25].

## Naissances en 1773
- 1er janvier : Gerrit Malleyn, peintre néerlandais († 6 février 1816).
- 4 janvier : Paul-Louis Courier, pamphlétaire français († 10 avril 1825).
- 20 janvier :
  - Theodor von Schön, homme d'État prussien († 23 juillet 1856).
  - Henry Wellesley 1er baron Cowley, homme politique britannique († 27 avril 1847).
- 9 février : William Henry Harrison, futur Président des États-Unis († 4 avril 1841).
- 14 février : Benjamin Delessert, à Lyon († 1er mars 1847).
- 22 février : Mathieu-Ignace Van Brée, peintre, sculpteur et architecte belge († 15 décembre 1839).
- 4 mars : José Rondeau,  militaire et homme politique espagnol puis argentin et uruguayen († 18 novembre 1844).
- 13 mars : Johan Joseph Zoffany, peintre allemand († 11 novembre 1810).
- 15 mars : François-René Gebauer, bassoniste, compositeur et pédagogue français († 28 juillet 1845).
- 28 mars : Henri Gratien Bertrand, général du Premier empire († 31 janvier 1844).
- 6 avril : Louis-Joseph Girard, dessinateur français († 27 novembre 1844).
- 9 avril : Étienne Aignan, homme de lettres et auteur dramatique français († 21 juin 1824).
- 13 avril : Jean-Baptiste, comte de Villèle, ministre de Louis XVIII et de Charles X († 13 mars 1854).
- 15 mai : Klemens Wenzel von Metternich, diplomate et homme politique autrichien († 11 juin 1859).
- 24 mai : Joaquín Campana, avocat et homme politique espagnol puis argentin († 12 septembre 1847).
- 3 juin : Césarine Davin-Mirvault, peintre française († 25 novembre 1844).
- 25 juin : Charles Boulanger de Boisfrémont, peintre français († 5 mars 1838).
- 4 juillet : Samuel William Reynolds, peintre et graveur britannique († 13 août 1835).
- 7 août : Martin Verstappen, peintre paysagiste belge  († 7 janvier 1852).
- 22 août : Aimé Bonpland, botaniste et explorateur français († 11 mai 1858).
- 2 septembre : Louis de Ghaisne, comte de Bourmont, maréchal de France, ministres de la guerre († 27 octobre 1846).
- 12 septembre : Gustave Maximilien Juste de Croÿ-Solre, cardinal français, archevêque de Rouen († 1er janvier 1844).
- 17 septembre : George Howard, 6e comte de Carlisle, homme politique britannique († 7 octobre 1848).
- 25 septembre : Agostino Bassi biologiste italien († 8 février 1856).
- 6 octobre : Louis-Philippe Ier, futur roi des français († 26 août 1850).
- 8 octobre : Sophie de Bawr, femme de lettres française († 31 décembre 1860).
- 1er novembre :
  - Antônio Carlos Ribeiro de Andrada Machado e Silva, homme politique brésilien († 5 décembre 1845).
  - Toussaint-François Node-Véran, peintre français († 7 mars 1852).
- 2 décembre :
  - Johann Christoph von Aretin, homme politique allemand († 24 décembre 1824).
  - Robert Brown, botaniste britannique († 10 juin 1858).
- 16 décembre : José Aparicio, peintre espagnol († 10 mai 1838).
- 17 décembre : Sylvain Charles Valée, maréchal de France († 15 août 1846).
- Décembre : Robert Surcouf, corsaire français († 8 juillet 1827).
- Date précise inconnue :
  - Jean-Jacques Dreuilh, violoniste, compositeur et chef d'orchestre français († 1858).
  - Victor Peytavin, peintre français († 11 mai 1849).

## Décès en 1773
- 21 janvier : Alexis Piron, poète et dramaturge français (° 9 juillet 1689).
- 2 février : Gregorio Guglielmi, peintre italien de la période rococo (° 13 décembre 1714).
- 15 février : Anna Maria Barbara Abesch, peintre suisse (° 23 mars 1706).
- 1er mars : Luigi Vanvitelli, architecte baroque italien (° 12 mai 1700).
- 13 mars : Philibert Commerson, explorateur et naturaliste français (° 18 novembre 1727).
- 24 mars : Philip Stanhope, 4e comte de Chesterfield, homme politique et écrivain britannique (° 22 septembre 1694).
- 1er avril : Gaetano Lapis : peintre italien de la période baroque tardive (° 1706).
- 20 avril : Hubert François Gravelot, illustrateur, graveur, dessinateur et peintre français (° 26 mars 1699).
- 5 mai : Enrique Flórez, religieux augustin et érudit espagnol (° 21 juillet 1702).
- 23 mai : William Beauclerk, officier et homme politique britannique (° 22 mai 1698).
- 12 juillet : Johann Joachim Quantz, compositeur baroque, flûtiste et le professeur de flûte du roi Frédéric II de Prusse (° 30 janvier 1697).
- 23 juillet : George Edwards, naturaliste et ornithologue britannique (° 3 avril 1694).
- 30 juillet : Alexandre-Étienne-Raoul-Claude de Labadie d’Aumay, militaire français (° 1687).
- 30 août : Niccoló Nasoni, peintre baroque italien (° 2 juin 1691).
- 23 septembre : Johan Ernst Gunnerus, homme d’Église et naturaliste norvégien (° 26 février 1718).
- 17 novembre : Laurent Angliviel de La Beaumelle, homme de lettres français, protestant (° 28 janvier 1726).
- Date précise inconnue :
  - Paolo Anesi, peintre baroque italien de la période rococo (° 1697).
  - Antonio Baldi, peintre et graveur italien (° 1692).
  - Jean-Baptiste Despax, peintre français (° 17 juin 1710).